# Saint Vincent e Grenadine ai XVII Giochi paralimpici estivi
Saint Vincent e Grenadine ha partecipato ai XVII Giochi paralimpici estivi che si sono svolti a Parigi in Francia, dal 28 agosto all'8 settembre 2024, con una delegazione di 1 atleta uomo, che ha gareggiato in 1 disciplina.

## Nuoto

### Maschile
| Atleta                | Evento               | Batteria  | Batteria  | Finale          | Finale          |
| Atleta                | Evento               | Risultato | Posizione | Risultato       | Posizione       |
| --------------------- | -------------------- | --------- | --------- | --------------- | --------------- |
| Kentreal Timothy Kydd | 50 m stile libero S9 | 31"45     | 17º       | non qualificato | non qualificato |